# Saracinesca

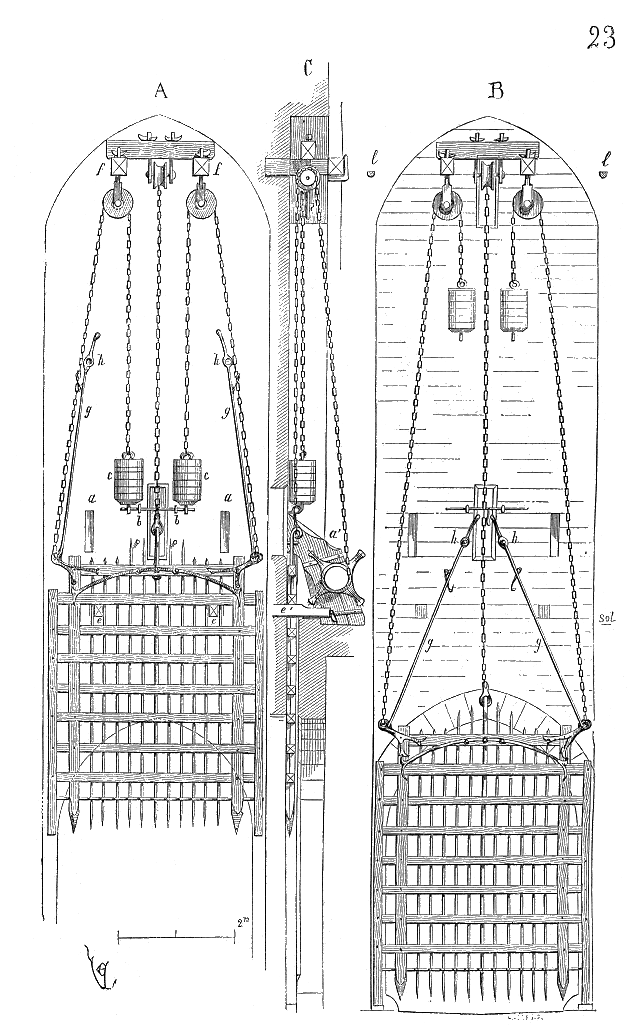
Contrappesi per il funzionamento della saracinesca della porta Narbonense di Carcassonne

Una saracinesca è una grata o un cancello fatta di legno, metallo o di una combinazione dei due, caratterizzato dal movimento verticale della barriera. L'apertura e la chiusura avvengono sollevando e abbassando la saracinesca. Usata nel medioevo per difendere il castello, la sua incarnazione moderna protegge i negozi, ed è nota come serranda avvolgibile.

## Nel medioevo

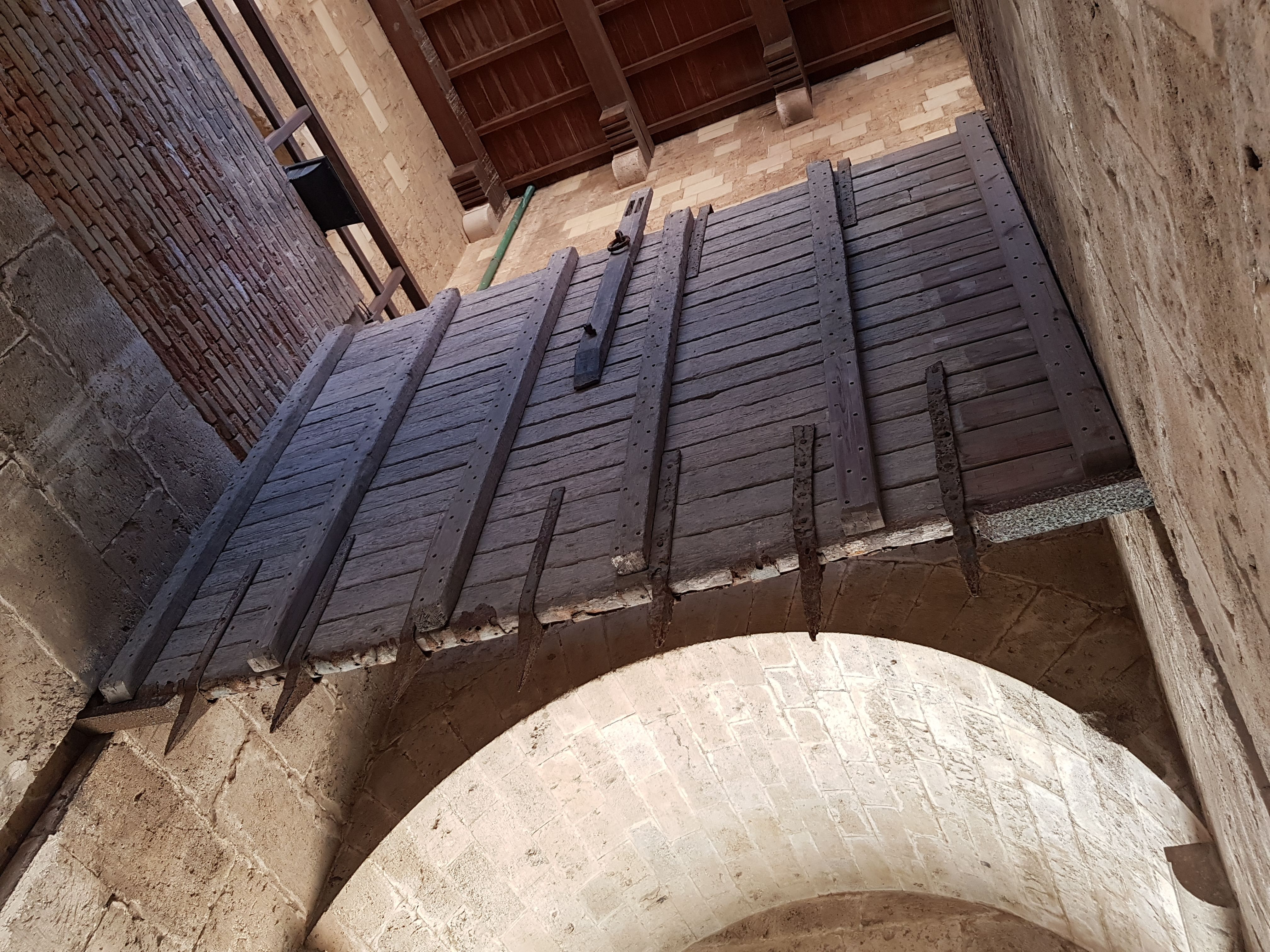
La saracinesca interna della torre dell'Elefante (Cagliari)

Le saracinesche erano utili per la fortificazione delle entrate di molti castelli medievali, fungendo da ultima linea di difesa durante un attacco o un assedio. Ogni saracinesca veniva montata in guide verticali nelle mura del castello, e poteva venire alzata o abbassata velocemente tramite l'uso di catene o corde attaccate ad un verricello interno.
Spesso venivano utilizzate due saracinesche per l'entrata principale. La più vicina all'interno veniva chiusa per prima, seguita dall'altra. In questo modo si poteva intrappolare il nemico lanciandogli legna in fiamme, sabbia rovente o altro, tramite l'uso di buche assassine. L'uso di olio bollente è un mito; era troppo prezioso e raro per essere sprecato, e spesso gli si preferivano acqua e sabbia. Di sovente, le mura del castello erano dotate di feritoie per tenere lontano dalla saracinesca gli assalitori.
Questo elemento architettonico ha dato origine alla sua rappresentazione stilizzata utilizzata in araldica.

## Araldica

Il cosiddetto Beaufort Portcullis utilizzato dai Tudor

La saracinesca era un emblema araldico utilizzato dalla famiglia Beaufort e dal primo re della dinastia dei Tudor, Enrico VII d'Inghilterra, che per linea materna era discendente dai Beaufort ed adottò la saracinesca assieme alla rosa Tudor come insegne reali della casata dei Tudor. Da allora il simbolo divenne particolarmente diffuso, in particolare nell'araldica legata al periodo Tudor. L'ufficio araldico del Portcullis Pursuivant of Arms in Ordinary, un ufficio minore del College of Arms di Londra, è datato a questo periodo.
Fu tramite Lord Charles Somerset, figlio del V duca di Beaufort, che la saracinesca trovò spazio in diversi stemmi sudafricani. Somerset fondò diverse città durante il suo governatorato della Colonia del Capo e le chiamò in onore alla sua famiglia. Tra queste citiamo Worcester, Somerset West, Fort Beaufort e Beaufort West.

L'insegna del "HM Customs & Excise"

Anche se il Palazzo di Westminster fu la residenza reale ufficiale di Enrico VII e di Enrico VIII sino al 1530, l'uso attuale della saracnesca come simbolo del Palazzo e del Parlamento non è datata al periodo Tudor. L'uso del simbolo in tal senso venne sviluppato come parte del progetto di Sir Charles Barry per ricostruire il palazzo dopo il rovinoso incendio del 16 ottobre 1834; egli concepì il nuovo palazzo del parlamento come un "castello legislativo" ed il simbolo della saracinesca del castello ben si adattava a questo schema di idee.
Da allora, la saracinesca è divenuta il simbolo principale del parlamento inglese, dove tra l'altro si trova anche la "Portcullis House". Nel XX secolo il simbolo della saracinesca per i parlamenti si espanse anche al di fuori della Gran Bretagna negli altri stati membri del Commonwealth; ad esempio, nello stemma di Canberra si trova una saracinesca nel cimiero per l'idea di preservare un legame tra il parlamento inglese a Westminster e quello australiano con sede a Canberra.
Nella storia monetaria inglese, il simbolo della saracinesca si trovava sulle monete inglesi da 1 penny e un tempo era posto anche su quelle da 3 penny (oggi non più in uso); oggi è stato rimpiazzato da una parte dello stemma del Regno Unito. L'emblema della Canada Border Services Agency riporta la presenza di una saracinesca, a simboleggiare il ruolo dell'agenzia come "guardiaporta" dei beni del Canada. Si trovava anche nell'insegna dell'oggi defunto HM Customs and Excise del Regno Unito.